# Heinz Rupp

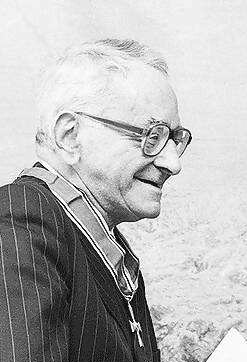
Heinz Rupp (1987)

Heinz Rupp (* 2. Oktober 1919 in Cannstatt; † 8. September 1994 in Basel) war ein deutscher Germanist und Hochschullehrer in Mainz und Basel.

## Leben
Heinz Rupp wurde 1919 als Sohn von Turnwart Karl Rupp und Luise Johanna in Bad Cannstatt geboren. Dort besuchte er das Johannes-Kepler-Gymnasium, das er 1937 mit dem Abitur abschloss. Nach Abschluss einer kaufmännischen Lehre wurde Heinz Rupp 1940 zur Wehrmacht eingezogen, wo er zur Gebirgsartillerie ging. Er kämpfte in Frankreich, der Sowjetunion und Italien. Anfang 1945 geriet er in Italien in Kriegsgefangenschaft.
Im Herbst 1945 begann Heinz Rupp ein Studium der Germanistik und Geschichte an der Eberhard Karls Universität Tübingen, das er 1946 an der Albert-Ludwigs-Universität Freiburg fortsetzte, u. a. bei Walther Rehm. Im Jahre 1949 erlangte er das erste Staatsexamen, promovierte über „Leid und Sünde im Heliand und in Otfrids Evangelienbuch“ bei Friedrich Maurer und wurde wissenschaftlicher Assistent. 1951 legte er das zweite Staatsexamen ab.
Rupp habilitierte sich 1956 über „Deutsche religiöse Dichtungen des 11. und 12. Jahrhunderts“. Von 1958 bis 1959 war er Professor für Germanistik an der Johannes Gutenberg-Universität Mainz und von 1959 bis 1988 an der Universität Basel.
Heinz Rupp war von 1981 bis 1987 Präsident des Instituts für Deutsche Sprache Mannheim, daraufhin Ehrenmitglied.

## Forschung und Lehre
Heinz Rupps Forschungsgebiete waren in erster Linie Mediävistik und Wortgeschichte, aber auch die Gegenwartssprache. Auf ebendiesen Gebieten unterrichtete er auch vorwiegend. Zu seinen Schülern zählen u. a. Klaus Hufeland (1932–2022) und Rüdiger Schnell. Besondere Verdienste erwarb sich Heinz Rupp 1966 mit einer Johann-Peter-Hebel-Ausgabe.

## Auszeichnungen
- 1978: Konrad-Duden-Preis
- 1987: Schiller-Plakette der Stadt Mannheim
- 1987: Großes Verdienstkreuz der Bundesrepublik Deutschland

## Publikationen (Auswahl)

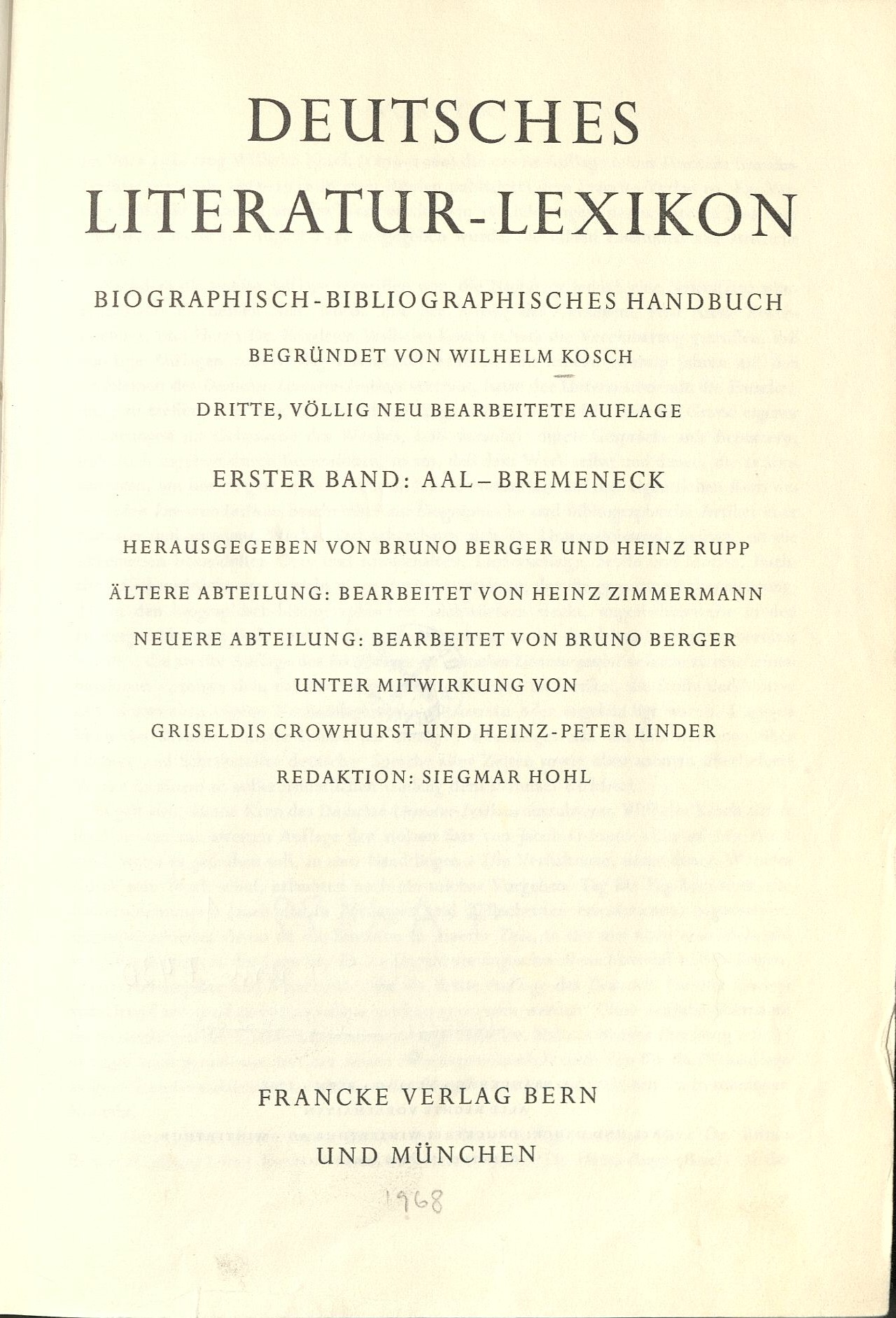
Deutsches Literatur-Lexikon (Band 1, 1968)

- Leid und Sünde im Heliand und in Otfrids Evangelienbuch. 1949.
- Deutsche religiöse Dichtungen des 11. und 12. Jahrhunderts.  Herder, Freiburg 1958.
- Einige Gedanken zum Menschenbild der deutschen höfischen Dichtung. In: Der Deutschunterricht. 14, S. 5–20.
- Wolframs „Parzival“-Prolog. In: Beiträge zur Geschichte der deutschen Sprache und Literatur (Ost). Band 82 (Sonderband, Festschrift für E. Karg-Gasterstädt zum 75. Geburtstag, Halle 1961). Auch in: Heinz Rupp (Hrsg.): Wolfram von Eschenbach. Darmstadt 1966 (= Wege der Forschung. Band 57), S. 369–387.
- Forschung zur althochdeutschen Literatur. Metzler, Stuttgart 1965.
- als Hrsg.: Wolfram von Eschenbach. Darmstadt 1966 (= Wege der Forschung. Band 57).
- Gesetz und Freiheit in unserer Sprache. Huber, Frauenfeld 1970.
- Sprache in der Demokratie. Bibliographisches Institut, Mannheim 1978.
- Der „Ortnit“ – Heldendichtung oder? In: Egon Kühebacher (Hrsg.): Deutsche Heldenepik in Tirol. Bozen 1979, S. 231–252.
- Die Bedeutung der Gawan-Bücher im „Parzival“ Wolframs von Eschenbach. In: London German Studies. Band 2, 1983, S. 1–17.